# 폴댄스

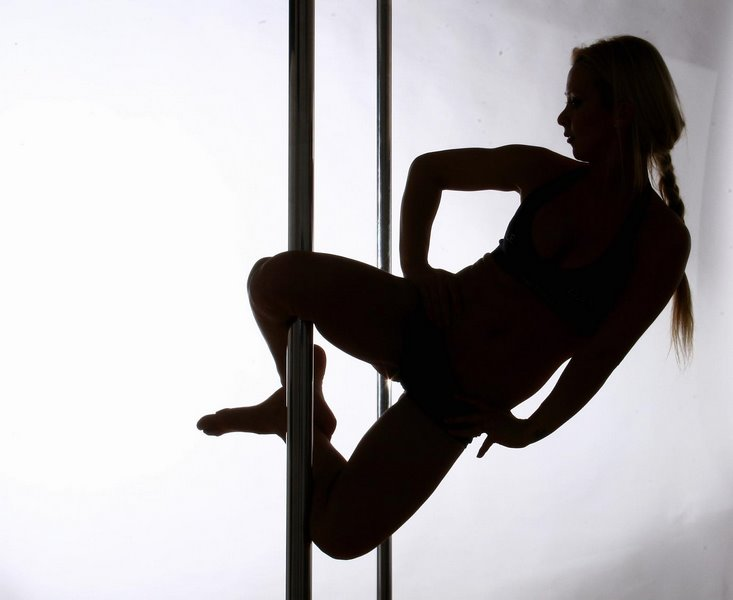
폴댄서

봉춤(棒춤) 또는 폴댄스(영어: pole dance, 문화어: 기둥춤)이라고 명칭한다. 수직 기둥(폴)을 쓰고, 유연성과 근력을 구사하며 오르내리기·스핀·거꾸로 서기 등을 조합한 춤이다.

## 역사
운동으로 폴의 사용은 800년 이상 된 인도의 전통적인 스포츠인 "말라캄(Mallakhamb)"으로부터 유래되어 레슬링의 훈련부터 발달한 기계 체조의 일종으로, 높이 2.6미터의 나무 기둥을 사용한다. 폴 말라캄(Pole Mallakhamb)으로도 불린다.
또 1920년대 미국에서는, 떠돌이 광대가 텐트의 지주를 쓰고 춤을 수반하는 곡예를 한 것으로 알려졌으며, 1950년대 쯤에는 천막 기둥에서 현재와 같은 댄스용 폴로와 폴의 퍼포먼스에 바레스크 댄스가 채용됐다. 단, 지주나 막대기를 이용한 곡예 자체는 그보다 이전부터 세계 각지에서 이루어지고 있으며, 넓은 의미에서는 장대를 쓴 곡예 자체는 존재하였다고 여겨진다.
최대 규모의 폴댄스 시연은 1968년에 미국 오리건주의 스트립 클럽 "머그움프"(Mugwump)에서 있었던 벨 정글(Belle Jungles) 등의 시연이다. 1980년대 이후 스트립쇼나 고고춤 또는 랩댄스 등 댄스 폴이 넓은 편입되면서 1990년대에는 예술로써 폴댄스의 보급도 시작된 (몬트리올의 실크 드·솔레유등) 이후 대중적인 오락이나 운동, 경기 스포츠도 발달하였다.
2000년대 이후 국제폴스포츠연맹(International Pole Sports Federation. IPSF)의 출범과 함께 폴댄스는 기계체조의 한 종목으로서의 발전을 위해 공식적으로 '폴스포츠'라는 이름으로 명명하였다. 이후 세계반도핑기구(World Anti Doping Agency. WADA)의 서명국 가입, 세계생활체육연맹(The Association For International Sport for All. TAFISA)의 가입, 국제경기연맹총연합회(GAISF, 구 SportAccord)로부터 Observer 지위를 획득하는 등 빠르게 올림픽 정식 종목 진출을 위해 성장하고 있다.
그리고 현재(2022년도 기준) 60개국의 연합 국가 연맹 및 협회가 속해 있는 가장 큰 폴댄스 및 폴스포츠 국제 단체로 통하고 있다.

## 봉의 종류
통상의 댄스용 봉은 통모양의 브라스, 크롬 도금 혹은 스테인리스 산에서 바닥부터 천장까지 천장부와 바닥부의 상하로 고정시킨다. 봉의 길이는 장소에 따라 다르며, 천장이 높은 실내 및 야외는 천장을 고정시키지 않는 운반형 무대 폴 등도 있다. 또한, 파우더 폴과 실리콘 폴이 존재한다.
봉의 지름은 한 손으로 편하게 잡도록 주로 4.5센티미터이지만, 사용자에 따라서 4.0센티미터와 5.0센티미터의 폴 또한 사용 가능하다. 봉에는 2가지 종류가 있고, 스테틱 폴(고정식 봉)와 스피닝 폴(회전식 봉)이 있다.
(1) 스테틱 폴(고정식 봉)
```
스테틱 폴의 경우 폴 설치부의 토대가 고정되어 있는 타입으로, 폴 기둥 하부에 볼 
베어링
을 잠가서 축을 고정시킨다. 회전하지 않는 폴을 잡고, 폴에 올라가서 기술동작을 구현하거나 몸자체의 반동을 이용하여 회전한다. 하지만, 몸 자체의 반동을 통해 회전을 구현하기 때문에 폴과의 마찰로 인한 열상이 발생 할 수 있으니 주의하는 것이 좋다. 이러한 특성을 살린 연기를 하기에 적합하다.
```

(2) 스피닝 폴(회전식 봉)
```
스피닝 폴은 폴 하단부분에 볼 베어링을 풀어 폴을 회전할 수 있도록 한다. 폴 자체가 회전하기 때문에 스타틱 폴보다 쉽게 매달릴 수 있다. 하지만, 초보자의 경우 회전의 속도를 스스로 조절할 수 없기 때문에 멀미 감을 느끼는 경우도 있으니 주의하는 것이 좋다. 스피닝 폴은 동작 연결 위주의 회전을 살린 연기가 가능하다.
```

## 운동효과
(1) 사용근육
```
폴댄스의 경우 기본적으로 봉 위에 매달려야 하는 운동이기 때문에 근력 강화에 매우 효과적이다. 유사한 운동으로는 풀업(pull up)과 로우(row)가 있으며, 사용 근육 또한 비슷하다. 대표적으로 강화되는 근육은 전완 근과 광배 근이 있으며, 어깨와 등의 전반적인 근육 강화에 도움을 준다. 또한 복부 근력을 통해 하체를 위로 들어 올리는 기술이 매우 많이 사용되기 때문에 복부 근력 강화에도 도움을 준다.
```

(2) 그 밖의 효과
```
폴댄스 복장의 경우 짧고 딱 붙는 옷이 일반적인데 이는 폴에 닿는 피부의 면적을 최대화시키기 위함이다. 따라서 폴댄스는 피부와 폴의 마찰이 매우 많이 발생한다. 팔과 다리, 허리와 엉덩이를 포함한 전반적인 피부를 마찰시키는 과정을 통해서 셀룰라이트 제거에 매우 효과적이라고 할 수 있다.
```

```
본 운동 또한 ‘댄스’의 일종이기 때문에 폴 위에 매달려서 자유로운 동작의 구현이 가능해야 하며, 이는 유연성을 필요로 한다. 폴댄스는 매우 격렬한 운동이고 부상위험이 큰 운동이기 때문에 운동을 시작하기 이전에 반드시 스트레칭과 근력 운동을 통해 몸을 충분히 풀어주고 시작해야 한다. 이를 통해 유연성의 증가 또한 이룰 수 있다.
```

```
공연으로서, 경기로서의 폴댄스는 일반적으로 노래에 맞춰서 연기를 펼치는데 노래의 길이를 대략적으로 3분이라고 가정한다고 하더라도 3분 내내 폴위에서 연기를 펼치고 기술동작을 하는 것은 매우 힘든 일이다. 계속해서 회전하는 폴 위에서 작용하는 원심력과 중력에 반하여 3분 내내 매달리는 일은 고도의 지구력과 근력을 요한다. 따라서 폴댄서들은 폴 위에서 하는 기술과 바닥에서 하는 플로우(floor)를 자신의 작품 중간 중간에 적절하게 넣어 공연을 구상한다. 몇 년을 폴을 탄 폴댄서들도 그들의 공연을 폴 기술로 가득 채우지는 못한다. 이는 그만큼 폴댄스가 고도의 지구력을 요하는 운동이라는 것을 알 수 있다.
```

## 영향
폴과 살이 마찰 됨에 따라 핏줄이 터져 멍이 들 수 있으며 출혈이 생길 수도 있다. 오래 하면 할수록 체중 감량이 되고 폴댄스를 하면 봉을 잡을 때 손에 힘이 많이 들어가므로 굳은살도 흔히 생긴다.

## 기본동작
폴댄스의 기본적인 동작들은 사실상 아직 명확하게 정해진 명칭이 없다. 따라서 필자가 이후에 서술하는 기본 동작의 이름은 나라마다, 혹은 지역마다 그 명칭이 다를 것이다. 하지만 다음의 동작이 폴댄스를 처음 접하는 초보자가 가장 먼저 배우는 동작임에는 틀림없다.
폴에 직접 올라 본격적인 기술동작을 하기 이전에 가장 먼저 익혀야 하는 대표적인 기초 동작 3가지에 대하여 설명하고자 한다.
(1) 클라임(climb)
```
폴 위에 올라가는 동작이다. 가장 기본적인 동작이므로, 폴의 위에서 기술을 구현하기 위해선 반드시 숙지하여야 하는 동작이다.
```

```
➀ 한 쪽 발끝을 몸 쪽으로 당겨서 발등에 폴 뒤를 댄다. 이때 무릎을 밀어 무릎의 옆면 또한 폴에 밀착시킨다. 손은 높게 들어 가능한 높이 잡는다. 이 동작에 익숙해지게 된다면 한 손은 아래로 잡아도 좋다.
➁ 폴에 붙인 다리에 힘을 주어 반대 다리의 뒤꿈치를 폴 앞에 댄다.
➂ 두 다리의 무릎 높이를 맞추는 느낌으로 두 다리를 모아 무릎으로 폴을 꽉 잡는다.
➃ 높게 잡은 손으로 몸을 끌어당겨 몸 전체를 폴에 일직선으로 붙인다.
```

(2) 폴싯(pole sit)
```
말 그대로 폴 위에 앉는 동작이다. 클라임과는 다르게 무릎으로 잡는 동작이 아닌 두 다리 사이의 힘으로 폴을 잡아 버티는 동작이다. 가능한 폴을 가랑이 사이 안쪽 깊숙이 거는 형태가 이상적이며, 이 형태가 폴 위에서 가장 버티기 쉽다.
```

```
➀ 양손을 가능한 높게 뻗어 폴을 잡는다. 이때 배까지 모두 폴에 붙을 수 있을 만큼 폴과의 거리가 가까운 것이 더 쉽다.
➁ 양다리를 들어 올려 두 다리 사이로 폴을 잡는다. 이때 가능한 안쪽 깊숙이 폴을 잡는 것이 좋다.
➂ 다리를 꼬아준다.
(주의) 이때 골반과 바닥이 평행한 모습을 가지는 것이 아닌 골반을 틀어 치골에 폴을 붙인다. 올라오는 쪽 골반의 다리가 위로 올라가게 다리를 꼰다. 양쪽 골반의 균형을 맞추기 위하여 두 방향 모두 해주는 것이 좋다. 위의 동작이 익숙해졌다면 양손을 낮춰 잡고 어깨 힘으로 몸을 끌어당겨 실시 할 수 있다.
```

(3) 슬라이딩스핀(sliding spin)
```
폴댄스의 스핀 동작 중 가장 기초 동작이라고 할 수 있겠다. 아래의 사진은 스타틱 폴에서 시범 한 슬라이딩 스핀이지만, 스피닝 폴에서도 실행 가능한 동작이다.
```

```
➀ 시계방향으로 회전하는 것으로 가정한다면, 오른 손을 높게 잡고 왼손은 가슴 옆이나 복부 쪽으로 편하게 잡는다. 오른 발은 폴에서 왼쪽으로 한 뼘 정도 떨어져서 선다. 왼다리를 옆으로 뻗는다.
➁ 옆으로 뻗은 왼다리를 시계방향으로 크게 돌린다. 이때 다리만 돌리는 것이 아닌 몸 전체를, 특히 가슴을 밀어낸다는 느낌으로 진행하는 것이 중요하다.
③ 그대로 유지하던 오른다리가 폴에 닿게 되면 발을 바닥에서 떼어 그대로 폴을 감는다.
➃ 왼다리 또한 모아 왼 무릎이 오른다리의 무릎과 맞닿게 한다. 그대로 회전한다.
```

## 다양한 장르의 폴
```
폴댄스의 종류는 생각보다 다양하다. 일반적으로 노래에 맞춰 연기를 펼치는 폴댄스가 아닌 좀 더 색다른 폴댄스에 대한 소개를 하고자 한다.
```

(1) 이그조틱 (exotic)
```
이국적인,이라는 말 그대로의 느낌의 장르라고 할 수 있다. 폴에 매달려 기술 동작을 하는 것보다는 바닥에서 진행하는 플로우가 주가 된 장르이다. 이국적이고 다소 자극적인, 대중이 ‘봉춤‘이라고 인지하는 부류의 여성의 섹시함을 극도로 끌어내는 장르이다. 7인치 이상의 힐을 신고 진행하는 것이 일반적이며, 예외적으로 힐을 신지 않는 경우도 있다. 아크로바틱과 비슷한 동작을 진행하며 폴을 이용하고, 폴을 잡는 것이 다른 점이라고 할 수 있겠다.
폴슈즈, 폴힐은 투명한 스트랩의 기본슈즈부터, 충격이 가해지면 LED가 반짝이는 종류까지 다양한 종류가 존재한다.
```

(2) 맨폴 (man pole)
```
폴댄스의 유래가 클럽의 스트립이기 때문에 대부분의 사람들은 폴댄스가 단순히 여성들이 하는 운동의 일부라고 생각할 수 있다. 하지만 생각보다 많은 남자 폴댄서가 존재하며 맨폴이라는 장르로 활동하고 있다.
물론 남자 폴댄서들 중에서도 힐을 신고 이그조틱을 선호하는 댄서도 많으며, 그들에게 있어서는 그것이 그들의 맨폴이라고 할 수 있겠다. 남자 폴댄서의 경우 기본적으로 여성에 비해 남자의 근력이 좋으므로 근력을 필요로 하는 동작이 자유롭다. 하지만 같은 이유에서 여성 폴댄서에 비해 유연성이 부족하여 유려한 연기에는 적합하지 않은 경우가 많다. 따라서 맨폴의 경우 근력이 많이 필요하고, 유연성은 비교적 덜 사용되는 동작으로 구성된다.
```

(3) 차이니즈 폴 (chinese pole)
```
사실상 폴댄스의 장르 중에 차이니스 폴이 있다고 명명하는 것은 무리가 있다. 이는 차이니스 폴이 폴댄스보다 더 오랜 역사를 자랑하기 때문이다. 차이니스 폴의 폴은 금속제를 네오프렌과 같은 소재로 감싼 모습을 하고 있다. 길이는 일반적으로 3미터에서 9미터에 육박하며, 폴의 두께 또한 폴댄스의 두 배 이상이다. 차이니스 폴 또한 스타틱과 스피닝으로 분류되지만, 일반적으로 스타틱인 형태가 대중적이다. 맨발과 맨다리로 진행되는 폴댄스와 달리 차이니스 폴은 가죽신과 레깅스 착용이 필수이다. 폴의 소재로 인해 열상이 빈번하게 발생하기 때문이다. 차이니스 폴은 서커스에서 유래된 매우 오래된 전통 놀이라고 할 수 있겠다. 폴댄스의 많은 기술들이 차이니스 폴에서 영감을 받아 제작되었고, 스피닝 폴을 통해 발전 되었다.
```

## 경기로서의 폴댄스

MISS POLE DANCE JAPAN

2005년경부터 세계 각국에서 각종 협회가 주최하는 폴댄스 대회가 많이 개최되면서 쇼의 틀에 그치지 않고 운동과 경기로 세계적인 확대를 보이고 있다.
2008년부터 국제폴스포츠연맹(International Pole Sports Federation. IPSF)의 주관으로 매년 세계폴스포츠선수권대회가 개최되고 있다. 매년 각 연합국가 연맹 및 협회가 주최하는 국가선수권대회에서 선발되는 국가대표 선수들에게만 출전권이 부여되며, 2018년 기준 40개국의 국가선수권대회가 개최되었다.
한국에서는 한국폴스포츠협회의 주최로 2018년도부터 국가대표 선수 선발을 위한 한국폴스포츠선수권대회가 태릉선수촌에서 개최되었다.
일본에서는 폴댄스와 폴 스포츠 양쪽의 대회가 존재했고 춤으로서는 "MISS POLE DANCE JAPAN"(주최: 일본 폴댄스 협회)그리고 올림픽을 목표로 한 폴 스포츠로서는 "전 일본 폴 스포츠 선수권 대회"(주최: 일반 사단 법인 일본 폴 스포츠 협회)가 있다.